# Portugal no Festival Eurovisão da Canção Júnior
Portugal participou pela primeira vez no Festival Eurovisão da Canção Júnior em 2006 que decorreu em Bucareste, Roménia. A Rádio e Televisão de Portugal (RTP), membro da União Europeia de Radiodifusão, foi responsável pelo processo de seleção da sua participação. Portugal utilizou um formato de seleção nacional, transmitindo um programa intitulado "Festival da Canção Júnior", para a sua participação nos concursos. Esta foi uma versão júnior do Festival da Canção, o concurso nacional de música organizado pela emissora RTP para escolher a candidatura portuguesa ao Festival Eurovisão da Canção. O primeiro representante nacional a participar no concurso de 2006 foi Pedro Madeira com a música "Deixa-me sentir", que terminou no penúltimo lugar entre quinze participações, obtendo a pontuação de vinte e dois pontos. Portugal não competiu em 2008 e voltou em 2017. O ano com maior número de países participantes na história do festival, foi 2018. No Festival Eurovisão da Canção Júnior 2018, foi Rita Laranjeira que representou Portugal, com a canção "Gosto de tudo (já não gosto de nada)" de João Só. Portugal não participou em 2020 devido à pandemia de COVID-19 mas regressou em 2021, onde conquistou o 11.º lugar, o seu melhor resultado até então. Em 2024, o país alcançou o 2º lugar, classificando-se pela primeira vez dentro das primeiras três posições.

## História
Portugal, num primeiro período de participação, envia duas canções para o Festival Eurovisão da Canção Júnior, a primeira em 2006 e a segunda no ano seguinte, ambas escritas em Português. Contudo, a RTP decide a retirada do concurso em 2007, com efeito a partir da edição do ano seguinte, apesar do grande número de audiências em Portugal da transmissão da edição desse ano. A 28 de julho de 2014, é anunciado que Portugal iria regressar à competição na edição desse ano, realizada em Marsa, Malta. Porém, a 4 de setembro de 2014, é feito o anúncio oposto, confirmando-se a ausência do país nessa edição. Em 2017, é então anunciado o regresso português ao concurso, após 9 anos de ausência. Do "Juniores de Portugal", competição organizada pela RTP para selecionar o representante português desse ano, sai Mariana Venâncio, que, assim, ganha o direito de participar no Eurovisão Júnior com a canção "Youtuber", terminando em 14.º lugar com 54 pontos. Em 2018, representa o país a canção "Gosto de Tudo (Já Não Gosto de Nada)", na voz de Rita Laranjeira, que alcançou o 18º lugar com 42 pontos. Em 2019, foi confirmada a presença do país no concurso, o que faz com que este seja o período com mais participações consecutivas de Portugal. Neste ano Portugal levou Joana Almeida com a canção "Vem Comigo (Come With Me)" que alcançou o 16° lugar com 43 pontos. Em 2020, Portugal retirou-se da competição, apesar de ter confirmado provisoriamente, devido ao impacto financeiro causado pela pandemia de COVID-19 no orçamento da emissora. Em 2021, Portugal regressa ao festival, desta vez representado por Simão Oliveira com a canção "O Rapaz" que alcançou o 11° lugar com 101 pontos, a melhor classificação de Portugal naquela altura, batendo o recorde de Mariana Venâncio que tinha alcançado o 14° lugar em 2017. No entanto, esse recorde foi superado por Nicolas Alves em 2022, que alcançou o 8º lugar. Foi a primeira vez que Portugal se classificou dentro das primeiras 10 posições. No ano seguinte, a cantora luso-americana Júlia Machado ficou em 13º lugar entre 16, com 75 pontos, alcançando o terceiro melhor resultado de Portugal no Festival Eurovisão da Canção Júnior. Em 2024, a luso-venezuelana Victoria Nicole, favorita à vitória, atinge a 2ª posição, ganhando no televoto. Além de ser o melhor resultado de sempre de Portugal no festival, foi a primeira vez que o país se classificou dentro das três melhores posições.

## Idiomas a concurso
| Idioma               | Vezes |
| -------------------- | ----- |
| Português            | 5     |
| Português & inglês   | 2     |
| Português & Espanhol | 1     |
| Português            | 1     |

## Participação
Legenda
     Vencedor
     2.º lugar
     3.º lugar
     Pontuação Nula ("Null Points")/Último Lugar
     Melhor classificação (fora do top 3)
     Qualificação para a final (fora do top 3)
     País-anfitrião
     Desclassificado
| #                                | Ano            | Artista          | Língua               | Canção | Lugar          | Pontos         |
| -------------------------------- | -------------- | ---------------- | -------------------- | --- | -------------- | -------------- |
| 1º                               | Bucareste 2006 | Pedro Madeira    | Português            | "Deixa-me sentir" C: Telmo Falcão L: Pedro Madeira                                                                                           | 14º            | 22             |
| 2º                               | Roterdão 2007  | Jorge Leiria     | Português            | "Só quero é cantar" C & L: Jorge Leiria | 16º            | 15             |
| Não participou entre 2008 e 2016 |                |                  |                      | |                |                |
| 3º                               | Tbilisi 2017   | Mariana Venâncio | Português            | "Youtuber" C: João Cabrita & Mariana Andrade L: João Cabrita                                                                                 | 14º            | 54             |
| 4º                               | Minsk 2018     | Rita Laranjeira  | Português            | "Gosto de Tudo (Já Não Gosto de Nada)" C & L: João Só                                                                                        | 18º            | 42             |
| 5º                               | Gliwice 2019   | Joana Almeida    | Português & Inglês   | "Vem Comigo (Come With Me)" C & L: João Pedro Coimbra                                                                                        | 16º            | 43             |
|                                  | Varsóvia 2020  | Não participou   | Não participou       | Não participou | Não participou | Não participou |
| 6º                               | Paris 2021     | Simão Oliveira   | Português            | "O Rapaz" C: Fernando Daniel & Diogo Clemente L: Diogo Clemente                                                                              | 11º            | 101            |
| 7º                               | Erevã 2022     | Nicolas Alves    | Português            | "Anos 70" C & L: Agir & Carolina Deslandes                                                                                                   | 8º             | 121            |
| 8º                               | Nice 2023      | Júlia Machado    | Português & Inglês   | "Where I Belong" C: Aurora Pinto, Fernando Daniel, João Direitinho & Luís "Twins" Pereira L: Aurora Pinto, Fernando Daniel & João Direitinho | 13º            | 75             |
| 9º                               | Madrid 2024    | Victoria Nicole  | Português & Espanhol | "Esperança" C: Bárbara Tinoco, Nininho Vaz Maia & Victoria Nicole L: Victoria Nicole                                                         | 2º             | 213            |

### Galeria

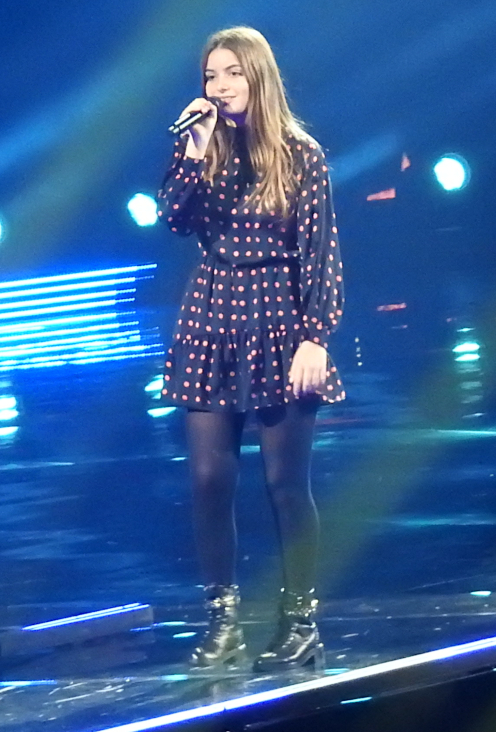
Rita Laranjeira em Minsk (2018)
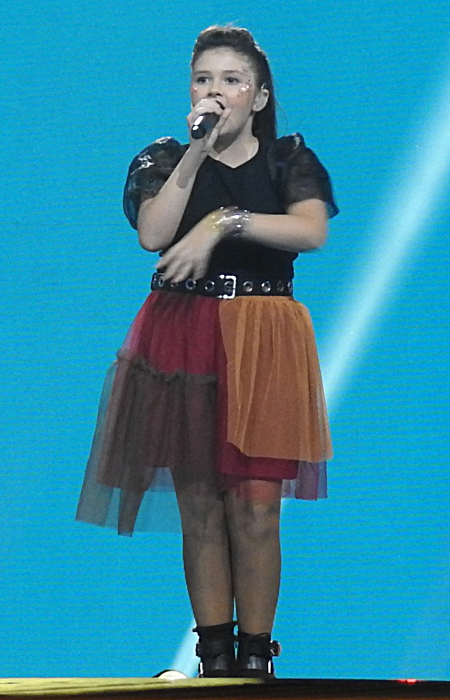
Joana Almeida em Gliwice (2019)
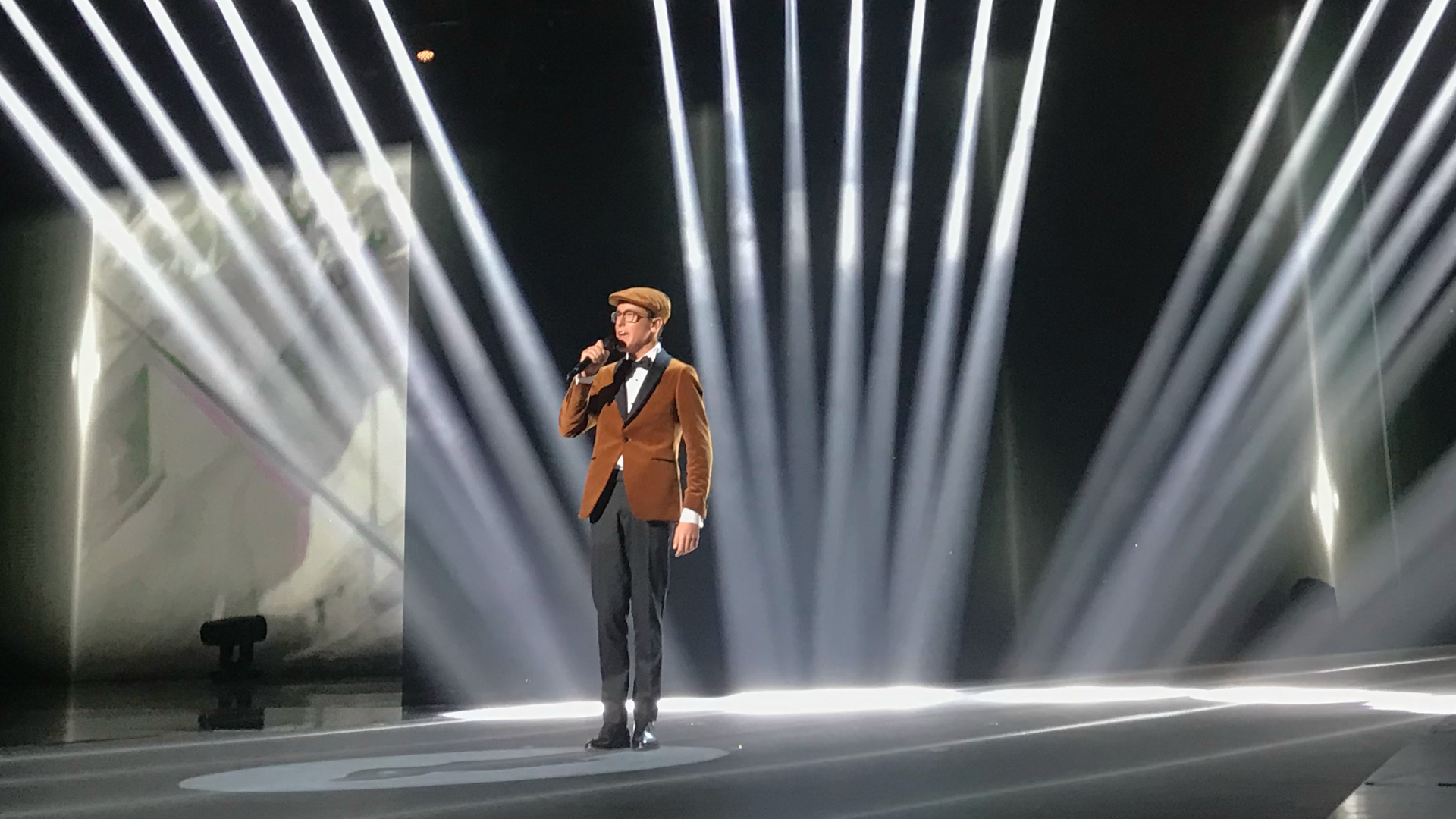
Simão Oliveira em París (2021)

## Comentadores e porta-vozes
| Ano         | Canal                               | Comentador                      | Porta-voz         | Ref.                 |
| ----------- | ----------------------------------- | ------------------------------- | ----------------- | -------------------- |
| 2005        | RTP1                                | Eládio Clímaco                  | Não participou    | [ 8 ]                |
| 2006        | RTP1                                | Isabel Angelino                 | Joana Costa Galo  |                      |
| 2007        | RTP1                                | Isabel Angelino                 | Clara Pedro       |                      |
| 2008 - 2016 | Sem transmissão                     | Sem transmissão                 | Sem transmissão   |                      |
| 2017        | RTP1, RTPi                          | Hélder Reis & Nuno Galopim      | Duarte Valença    | [ 9 ]                |
| 2018        | RTP1, RTPi                          | Nuno Galopim                    | Nadezhda Sidorova | [ 10 ] [ 11 ]        |
| 2019        |                                     | Nuno Galopim                    | Zofia             | [ 12 ] [ 13 ] [ 14 ] |
| 2020        | Sem transmissão                     | Sem transmissão                 | Sem transmissão   |                      |
| 2021        | RTP1, RTPi, RTPi Asia, RTPi America | Nuno Galopim                    | Manon             | [ 15 ] [ 16 ] [ 17 ] |
| 2022        | RTP1, RTPi                          | Nuno Galopim & Iolanda Ferreira | Emily Alves       | [ 18 ] [ 19 ] [ 20 ] |
| 2023        | RTP1, RTPi, RTP África              | Nuno Galopim & Iolanda Ferreira | Chloé Baldakar    | [ 21 ] [ 22 ]        |
| 2024        | RTP1, RTPi                          | Nuno Galopim & Carina Jorge     | Júlia Machado     |                      |